# Lucifer Sam
Lucifer Sam (dt. Teufel Sam) ist ein Psychedelic-Rock-Lied der britischen Band Pink Floyd. Das Lied wurde vom Sänger und Gitarristen Roger „Syd“ Barrett geschrieben. Es ist das zweite Lied auf ihrem Debütalbum The Piper at the Gates of Dawn. Das Lied wird von Syd Barrett gesungen.

## Komposition
Das Lied ist um einen absteigenden Riff aufgebaut, wobei das dominierende Instrument Syd Barretts Gitarre ist, die durch ein Hallgerät verstärkt wird, was den Ton wie eine Art „finsterer“ Duane-Eddy-Twang klingen ließ. Dies wird verstärkt durch gestrichene E-Bass-Töne und immer aufgewühlter klingende Orgel- und Perkussionseffekte.
Obwohl der Text sich auf Lucifer Sam als Katze bezieht, gibt es Spekulationen, ob es sich dabei nicht in Wirklichkeit um ein in den 1960er Jahren übliches Slang-Wort („a hip cat“) handeln würde, einen Mann, der mit Syd Barretts damaliger Freundin Jenny Spires (im Text „Jennifer Gentle“ genannt) in Beziehung steht. Allerdings hatte Syd Barrett tatsächlich eine Hauskatze mit Namen Sam. Das Lied wurde während der Aufnahmesessions 1967 ursprünglich „Percy the Rat Catcher“ genannt, kurz vor der Veröffentlichung jedoch in „Lucifer Sam“ umbenannt.

## Live und Coverversionen
„Lucifer Sam“ wurde von Pink Floyd nur 1967 live gespielt, wobei es meist eine Zugabe war.
- The Lightning Seeds coverten das Lied als B-Seite für ihre Single „Marvellous“ und es erschien auf ihrer „Best of Collection“.
- Czar coverte das Lied auf ihrer Debüt-EP „Czar IV“ und mit Sänger Paul Samarin gründeten sie nachher die Tributband Which One’s Pink?.
- Billion Stars coverte „Lucifer Sam“ auf dem Tributalbum „A Fair Forgery of Pink Floyd“.
- Neils Children veröffentlichte eine Version von „Lucifer Sam“ als Tribut an den verstorbenen Syd Barrett.
- Das Lied wurde noch von Flaming Lips, True West, Jay Farrar, Love and Rockets, Voivod, Shockabilly, The Sadies and The Three O’Clock, La Muerte gecovert.